# 克里斯塔納斯峰
46°44′4.4″N 10°23′31.8″E / 46.734556°N 10.392167°E

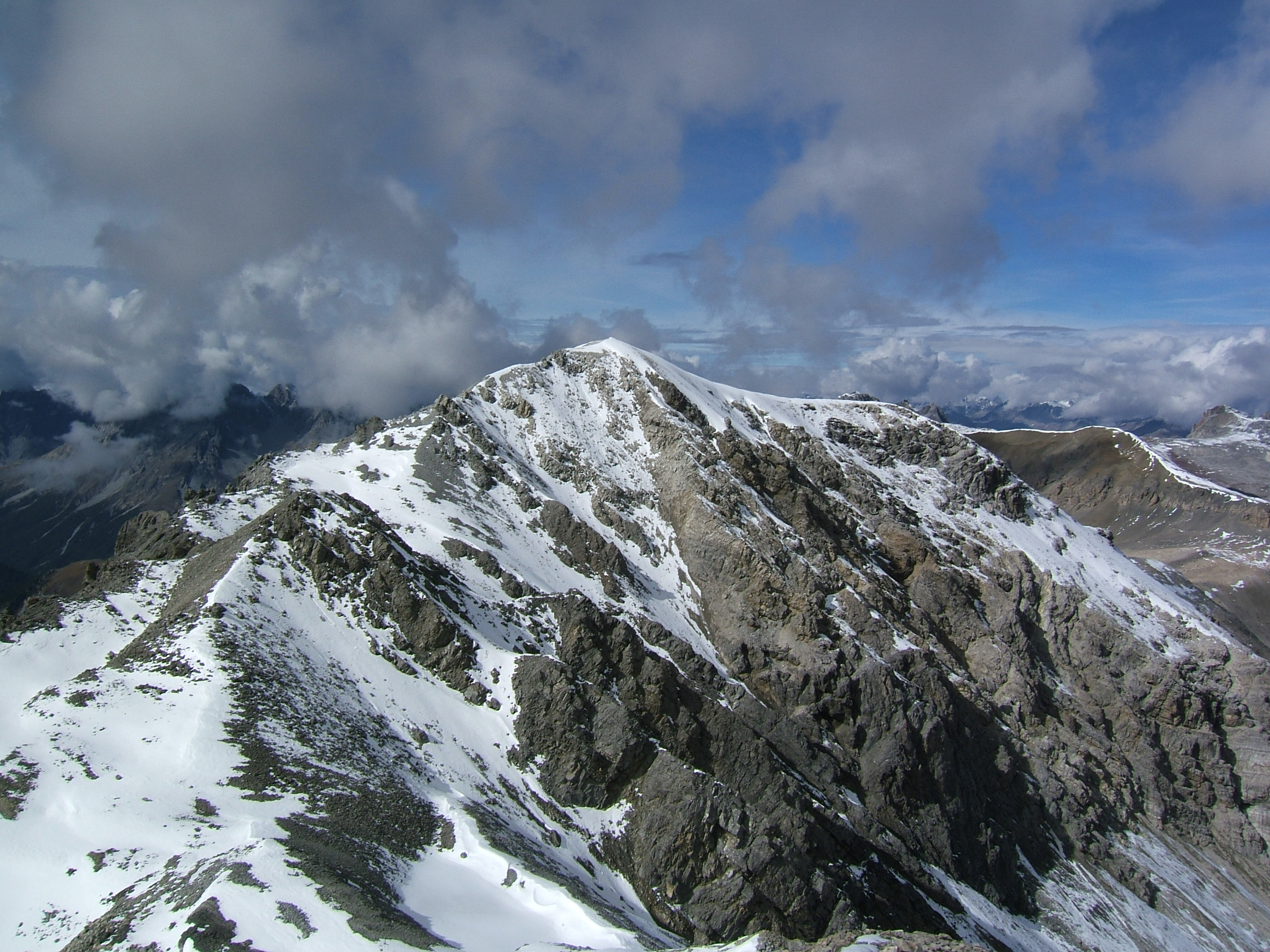

克里斯塔納斯峰（Piz Christanas），是瑞士的山峰，位於該國東南部，由格勞賓登州負責管轄，屬於塞斯文納山脈的一部分，海拔高度3,092米，每年平均降雨量1,367毫米。